# チャック・アオキ
チャールズ・"チャック"・アオキ（Charles "Chuck" Aoki、1991年3月7日 - ）は、アメリカ合衆国の車いすラグビー選手。アメリカ合衆国ミネアポリス出身。日系アメリカ人。

## 略歴
2005年、車いすラグビーを始めた。パラリンピックではロンドン大会・リオデジャネイロ大会・東京大会にアメリカ代表に選ばれてロンドン大会にて銅メダル・リオデジャネイロ大会・東京大会で銀メダル獲得。なお東京大会ではアメリカ代表の主将を務めた。